# Raymond Boutique
Pour les articles homonymes, voir Boutique.
Raymond Boutique, né en 1906 à Bruxelles et mort en 1985, est un botaniste et taxonomiste belge.
Plusieurs taxons lui rendent hommage, tels que le genre Boutiquea ou les espèces Crotalaria boutiqueana et Lindernia boutiqueana.